# Scopanta laevipennis
Scopanta laevipennis là một loài bọ cánh cứng trong họ Cerambycidae.